# ÍBH Hafnarfjörður
ÍBH of Íþróttabandalags Hafnarfjarðar was een IJslandse voetbalvereniging uit Hafnarfjörður.
De club ontstond in 1935 als een fusie tussen de voetbalafdelingen van Haukar Hafnarfjörður en FH Hafnarfjörður. In 1961 werd de fusie weer ongedaan gemaakt en beide clubs gingen weer onder hun oorspronkelijke naam verder. ÍBH werd in 1956 en in 1960 kampioen in de 1. deild karla.